# Едлай Юінґ Стівенсон I
Едлай Юінґ Стівенсон I (англ. Adlai Ewing Stevenson I; 23 жовтня 1835 — 14 червня 1914) — американський політик і 23-й віцепрезидент США з 1893 по 1897 рік.

## Біографія
Едлай Стівенсон народився на фермі в окрузі Крістіан, штат Кентуккі, в сім'ї Джона Тернера і Елайзи Юінґ Стівенсон. Навчався в школі Блю Уотер, Кентуккі. У 1852 році сильний мороз знищив багаті тютюнові культури ферми. Його батько звільнив кількох рабів і сім'я переїхала до Блумінґтона, Іллінойс. Стівенсон відвідував університет Іллінойс Весліан, пізніше він закінчив Центральний коледж у Денвіллі, Кентуккі. Через смерть батька Едлай повертається в Іллінойс, де влаштовується на лісопилку .
У 1858 році Стівенсон був прийнятий у колегію адвокатів. Як молодий юрист, він познайомився з такими адвокатами, як Стівен Дуглас і Авраам Лінкольн. Неприязнь Лінкольна і Стівенсона, можливо, виникла через кілька принизливих зауважень Лінкольна.

## Кар'єра
У 1864 році Стівенсон був призначений окружним прокурором. У 1868 році він став займатися юридичною практикою зі своїм кузеном, Джеймсом Юінґом, в Блумінґтоні, в результаті чого «Stevenson & Ewing» стала однією з найвідоміших юридичних фірм штату. Пізніше Юінґ став послом США в Бельгії.
У 1874 році Едлай Стівенсон був обраний членом палати представників від Демократичної партії. Місцеві республіканські газети зобразили його, як «мерзенного сепаратиста», але тривали труднощі економічної кризи 1873 допомогли демократам стати більшістю в Конгресі. У 1876 році Стівенсон програє вибори в палату представників. У 1885 році він стає помічником почтмейстера президента Гровера Клівленда.
У 1892 році демократи обрали Стівенсона кандидатом у віце-президенти. Прихильник долара і безкоштовного срібла, він виступав за роздуття валюти з метою полегшення економічних лих у сільських районах. У 1893 році Клівленду видалили рак горла, в результаті чого у нього була вилучена вся верхня щелепа. Про операції віце-президент дізнався при зустрічі з президентом. Після програшу на виборах 1900 Стівенсон повернувся до приватної практики в Іллінойсі.

## Особисте життя
У 1866 році Едлай Стівенсон одружився з Летицією Ґрін, в яку закохався в коледжі. У подружжя народилося четверо дітей: син та три доньки.